# 29 floréal
29 germinal 29 prairial
Le nonidi 29 floréal, officiellement dénommé jour du sénevé, est le 239e jour de l'année du calendrier républicain. Il reste 126 jours avant la fin de l'année, 127 en cas d'année sextile.
C'était généralement le 18e jour du mois de mai dans le calendrier grégorien.